# 귀장
귀장(歸藏) 또는 귀장(龜藏)은 현재 중국지역 고대의 점복방법중 하나이다.  고대 점복의 방법중 주역(周易), 연산(連山)과 더불어 삼역(三易)으로 주례에 언급되어 알려져있다. 이러한 고대의 역술중에 현존하는 것은 주역뿐이나 1993년  현 형주시 영성진(荊州市郢城鎮)에서 귀장에대한 자료가 출토된바있다.
주역에 대하여 귀장을 귀장역(歸藏易)으로 부른다.

## 같이 보기
- 팔괘